# كسينيا
كسينيا (بالإنجليزية: Xenia)‏ هي مغنية أمريكية، ولدت في 17 ديسمبر 1994.

## وصلات خارجية
- كسينيا على موقع ميوزك برينز (الإنجليزية)
- كسينيا على موقع ديسكوغز (الإنجليزية)